# 조불 수호 통상 조약
조불 수호 통상 조약(朝佛修好通商條約, 프랑스어 : Le traité d'amitié et de commerce entre la France et la Corée) 또는 대조선국 대법민주국 통상 조약(大朝鮮國大法民主國通商朝約)은 1886년(고종 23) 6월 4일(음력 5월 3일)에 조선과 프랑스 제3공화국이 체결한 조약이다. 쇄국정책을 펴던 흥선대원군이 하야하고(1874년) 고종의 친정이 시작되면서 미국 등에 뒤이어서 프랑스와도 우호 통상 조약을 맺게 된 것이다. 이 조약에서 천주교의 포교가 직접정되지는 아니하였으나, 프랑스 선교사들은 사실상 포교의 자유를 누리게 된다. 전문 13조의 조법수호통상조약(과 부속통상장정과 세칙, 세칙장정, 선후속약의 1책 33장의 한문 필사본(국립귀 642, 청구기호 0234-2-11)은 서울특별시 유형문화재 제112호로 등록되어있으며 국립중앙도서관에 소장되어있다.

## 체결 경위

### 프랑스의 조선 식민지화 추진
프랑스는 가톨릭 교회의 선교 자유를 앞세워 조선을 점령하여 식민지화 하려 하였다.
1855년 10월 프랑스 해군식민부 장관은 조선을 식민지화하기 위한 조건 및 기회를 알아보라는 지시를 내렸다. 이 사명을 받은 게랭(Guérin,1796~1877) 제독은 비르지니호(Virginie)를 타고 1856년 7월~9월까지 조선 동해안 영흥만에서 출발하여 남해안을 거쳐 서해안 덕적군도에 이르기까지 탐험하고 그 결과 조선을 식민지화하는데 필요한 조건을 아래와 같이 제기하였다.

'모든 식민지화는 그 나라를 점령하는 것이어야 한다. 보병 6천, 마닐라에 상륙시킬 기마병 3백, 경포병 1중대로 이것을 점령하는데 족할 것이다. 가장 유리한 지점은 영흥일 것이다. 서해안의 항해를 아주 어렵게 하는 조류가 없고, 토지의 비옥, 정박상 안정, 수도와의 인접과 큰 강의 존재등이 이 지점을 선택하는 이유이다.'

그러나 이 계획은 결국 실행되지 못했다. 1846~1866년은 조선 천주교회에 평온기였기 때문에 양국 간에 충돌을 일으킬 만한 사건이 없었다. 또한 당시 조선 동쪽 해안 주변에는 어떠한 개항장도 없었고 동아시아 해역에서 프랑스의 해양 인프라 시설이나 선박의 수량은 조선을 군사적으로 점령하기가 불가능한 상황이었다.
한편 조선에 있는 신부 메스트르는 1857년 10월 15일 프랑스 정부에 조선의 수비 병력 등을 소상히 알리는 편지를 보냈다.
그는 동아시아 해역에서 나타날 프랑스의 강한 역량이 조선을 프랑스의 영향 아래에 들어가리라 소원하였다.
이에 북쪽으로부터 연안에 따라 서울에 이르는 한강의 입구에 관한 안내를 적어놓기도 하였다.

서울의 수비병은 5천~6천명인데 활과 화승총으로 무장하고 왔기 때문에 프랑스군 한 부대면 전복할 수 있을 것이다.

그러나 프랑스는 조선을 침략하는 대신 베트남의 코친차이나를 점령의 대상으로 채택했다.
이는 순전히 가톨릭 선교사들이 설득한 결과였다. 코친차이나를 점령한 프랑스는 이 곳에 해군 거점을 세우고 조선과 접촉하는 유리한 조건을 갖추게 되었다.

### 병인양요
1856년에 게랭 제독의 조선 해안 탐사 이후 프랑스는 중국과 베트남에서의 원정에 몰두했기 때문에 조선에 대해 신경을 쓸 겨를이 없었고 진격할 만한 여건도 부족했다. 프랑스 천주교 신부들은 철종 12년(1861) 초기부터 입국하여 선교활동을 하던 중 고종 3년(1866) 대금압령이 내려 12명의 선교사 중 9명이 학살되고 신도들도 수천명이 살해되었다. 천주교 탄압과 선교사 학살이야말로 프랑스에는 침략의 구실이 되었고 이는 병인양요로 발전하였다. 프랑스는 조선과 수차 국교를 맺으려 했으나 병인양요로 아직 감정이 좋지 않고, 종교 문제로 말미암은 오해와 마찰 때문에 국교가 지연되어 왔다. 프랑스의 선교사들은 병인양요 이후 청나라로 탈출하여 교회의 재건을 위한 기회를 노리고 있다가 흥선대원군이 하야(1874년)하고, 조선 내의 정세가 변동되자 다시 입국하였는데 이들에 대한 정부의 태도가 종전보다 훨씬 완화되었다. 흥선대원군이 실정하고 민씨정권이 수립되자 이듬해부터 블랑(Blanc) 외에 2명의 신부가 입국하였고, 고종 14년(1877)에는 리델 신부가 2명의 선교사를 인솔하고 재입국하였다. 리델신부 이하 선교사들이 다시 체포되기는 하였으나 국제적인 석방운동의 전개로 석방되었고, 이를 계기로 선교활동이 묵인되기에 이르렀다.

### 조선의 대외 조약
조선에서는 흥선대원군의 하야를 계기로 종래의 쇄국주의 정책에서 탈피하고 국제사회의 일원으로 행세하게 될 기본 계기였던 서구제국과의 개국통상(開國通商) 관계의 길을 처음으로 트게 된다. 문호가 개방되자 각국은 조선에 대한 통상을 요구하여 1882년(고종 19), 조선과 미국이 조미 수호 통상 조약을 체결하자, 이 사실은 유럽에도 알려져  영국(1882년)·독일(1883년)·러시아(1884년)·이탈리아(1884년)가 조선과 조약을 체결하였다. 그러자, 프랑스도 조약을 맺기 위하여 서두르게 되었다.
조미수호통상조약이 체결되고, 이어 조영·조덕수호조약이 체결됨에 따라 프랑스도 수교를 요청했으나, 단순히 통상조약의 차원이 아니고 신교의 자유를 기본으로 하고 있어서 정식 교섭은 진전되지 못하였다. 북경에 주둔한 프랑스 공사 프레데릭 알베르 부레(Frédéric-Albert Bourée)는 한국에 대해 매우 신중한 입장을 취했다. "늘 2선에 머물고 절대 앞으로 나서지 않으면서도 프랑스를 우회하거나 소외시킬 수 없도록" 하자는 것이 정책의 골자였다. 그는 텐진 영사관의 샤를르 디용(Charles Dillon)에게 사전 탐사 임무를 맡기기로 결정하였다. 조미 수호 통상 조약이 체결(1882년 5월 22일)된 직후인 1882년 6월 7일, 포함 루탱(Le Lutin) 호를 타고 한국에 도착한 샤를르 디용은 따뜻한 환대를 받았다. 그는 한국 지도층과 접견 내용을 기록하였는데, 그 내용에는 영국인들과 체결한 조약과 유사한 조약 체결을 원하는 프랑스 측의 요구를 받아들였다고 쓰여 있다. 따라서 조약의 구체적인 내용이 정해지기 전에 기본원칙에 대한 합의가 있었던 것이다.

## 조약의 체결
고종 21년(1884) 갑신정변을 계기로 조아(러시아)수호통상조약·조일한성조약·청일천진조약이 체결되자, 프랑스는 1886년(고종 23) 음력 3월에 중국 주재 프랑스 대사 코고르당(F. G. Cogordan : 과사당(戈司當))을 전권위원으로 인천에 파견하였고, 조선에서는 전권대신으로 통리교섭통상사무아문독판(統理交涉通商事務衙門督辨) 김만식(金晩植)과 회담하게 하여 음력 5월에 13관(款)으로 된 한불 수호 조약과 통상장정 및 선후속약(善後續約) 등에 조인을 완료했다.(→조선의 대외 관계)
1886년 6월 4일 마침내 조불 수호 통상 조약이 체결되었다. 전문 13조의 조법수호통상조약과 부속통상장정 및 세칙, 세칙장정, 선후속약으로 구성된 조약 내용은 한영 조약을 모방한 것으로서, 내용은 거의가 불평등조약이었다. 조약 체결 시, 프랑스에서는 선교의 자유를 얻으려 위안스카이를 동원했으나, 고종은 끝내 허락하지 않았다. 다만 조약을 맺을 때 제9관에 교회(敎誨)라는 2자와 학자든 통역이든 일꾼이든 조선 사람을 고용할 수 있다는 내용(제9관)을 어렵사리 삽입할 수 있었다. 이것은 기존에 체결된 다른 나라와의 조약과 다른 점이었다. 프랑스 측은 이것으로서 선교의 자유를 얻은 것으로 해석하여, 선교 사업을 통한 교육 문화에 신국면을 타개한 것이다. 한불 조약은 1887년(고종 24)에 콜랭 드 플랑시(Collin de Plancy : 갈림덕(葛林德))가 와서 조선의 외무독판(外務督辦) 김윤식(金允植)과 비준을 교환하여 정식으로 효력이 발생하여 양국간의 정식수교가 수립되었다.

## 내용
《대조선국대법민주국통상조약》은 고종 23년(1886) 6월 4일 조선과 프랑스 사이에 체결된 전문 13조의 조법수호통상조약(朝法修好通商條約)과 부속통상장정(附續通商章程)과 세칙(稅則), 세칙장정(稅則章程), 선후속약(善後續約)의 1책 33장의 한문 필사본(국립귀 642, 청구기호 0234-2-11)이다.
이 조약의 중요내용은 조영수호통상조약을 모방하였으나, 특기할 것은 전문 제9조 2항에 “교회(敎誨)”의 항목을 넣어 조선정부로부터 포교권을 인정받았다. 이 항목은 결국 최혜국(最惠國) 조관(條款)에 의거하여 미국과 구미제국에 불란서와 마찬가지로 포교는 물론 선교사업을 위한 교육기관도 운영할 수 있게 되어 조선의 선교사업을 통한 교육문화에 신국면을 맞이하게 되었다.
이 조약의 본문은 13조로 구성되어 있다. 
- 제1조는 양국간의 평화·친선·생명과 재산의 보호·조약 당사국과 제삼국간의 분쟁에 관한 조정건 등 2개항
- 제2조는 양국의 외교대표 임명과 주재 등에 관련한 3개항
- 제3조는 조선에 머무는 불란서인들의 생명과 재산에 미치는 재판 관할권을 불란서 재판 당국에 위임하는 사항과 관련된 10개항
- 제4조는 인천·원산·부산의 개항에 관련한 7개항
- 제5조는 각국이 무역하는 상품의 관세에 대한 8개항
- 제6조는 밀수입 상품에 대한 벌금과 위법행위 처벌에 관한 2개항
- 제7조는 양국 선박중 난파선의 구조와 보호에 관한 5개항
- 제8조는 양국의 군함이 각 항구에 입항시 그 처리와 관련한 4개항
- 제9조는 양국의 교사와 통역의 임명과 학문교류, 포교에 관한 2개항
- 제10조는 본 조약 실시일로부터 불란서인의 특권, 면제 및 수출입 관세에 관계되는 이권 등에 관한 사항
- 제11조는 본 조약은 10년간의 유효성을 인정한 조항
- 제12조는 본 조약은 불문과 한문으로 작성할 것과 불란서가 조선에 발송하는 일체의 공용통신에는 한역문(漢譯文)을 첨부할 것 등에 관한 2개항
- 제13조는 서명·조인에 관한 비준서는 가능한 한 1년 이내에 한성에서 교환하기로 약정한 조항

부속통상장정은 3조로 되어 있는 데, 제1조는 선박의 출입항 수속에 관한 7개항이고, 제2조는 하물의 양육(揚陸) 적재와 납세에 관한 10개항, 제3조는 세관 수입 보호에 관한 5개항으로 되어 있다.
세칙은 진구화(進口貨: Import Tariff)와 출구화(出口貨: Export Tariff)로 나누었다. 진구화는 6등급으로 나누어 제1등 면허화물, 제2등 치백추오화물(値百抽五貨物), 제3등 치백추칠오화물(値百抽七五貨物), 제4등 치백추십화물(値百抽十貨物), 제5등 치백추이십화물(値百抽二十貨物), 제6등 위금화물(違禁貨物)로 하였고, 출구화는 제1등 면세화물과 제2등 치백추오화물(値百抽五貨物)로 나누어 규정하였다.
세칙장정은 3조인데, 제1조는 수입품의 가격계산은 원산지 혹은 제조지에서의 현존가격에 적하와 보험 등의 비용을 부가한 것을 기초로 할 것, 제2조는 관세납부는 멕시코화 혹은 일본은원(日本銀圓)으로 납부할 것, 제3조는 수입과 수출에 관한 상기 관세표는 양국 관계당국간에 협약 후 처리할 것 등이다.
선후속약은 이 조약을 체결하기 위해 전권사절이 기재한 부록의 4개 조항인데, 제1조항은 조약전문 제2조에 대한 선언 내용으로, 체약대상국 중 일국이 개항 항구에 영사를 임명하지 않아야 한다고 생각할 경우에는 영사의 기능을 제삼국관원에게 의뢰할 수 있도록 한 것이고, 제2조항은 조약전문 제3조에 의거하여 조선에 있는 불란서 국민에 대한 불란서 영사에게 인정된 재판권의 폐기에 대한 것이며, 제3조항은 조선과 이미 조약을 체결하였거나 장차 조약을 체결할 국가들이 해당 조약에 의거하여 그들의 국민에게 허여된 한양에서의 상업개설에 관한 허여된 권리를 양도한다면, 이 권리는 불란서 상인들을 위하여 요구하지 않을 것임을 약속한 것이다. 제4조항은 본 조약의 제 조항은 불란서의 권력과 보호 아래 있는 모든 국가들에게 적용된다는 것이다.
조약 전문과 권말에는 조인에 참여한 조선의 김만식과 법국의 데니(德尼: Owen Nickerson Denny)의 이름과 날짜가 명기되어 있다.

## 체결 이후
프랑스는 조선에 대한 외교 교섭 사무를 당분간 주한 러시아 공사에게 대리시켰으니 이것은 선교 사업(宣敎事業)을 중시하고 통상관계는 경시한 때문이다. 조선은 프랑스와의 조약 체결 이후, 오스트리아(1892년)·벨기에·덴마크 등과도 조약을 맺게 되었다.(→조선의 대외 관계) 조선은 천주교를 정식으로 승인하지 않았는데도 이 조약을 계기로 프랑스 선교사들은 상복을 벗어 젖히고 자신들의 제복인 검은 수단 옷을 입고 개항장인 서울을 비롯해 원산, 용산, 인천, 부산 등지에서 자유롭게 선교활동을 벌일 수 있었다. 조약 체결 후 점차 개신교, 천주교에 대한 지금까지의 금압정책을 폐지하여 포교의 자유가 허용되었다.

## 같이 보기
- 병인양요